# Psyllaephagus lusitanicus
Psyllaephagus lusitanicus är en stekelart som först beskrevs av Mercet 1921.  Psyllaephagus lusitanicus ingår i släktet Psyllaephagus och familjen sköldlussteklar. Arten är reproducerande i Sverige. Inga underarter finns listade i Catalogue of Life.